# Trigger, Jr.
Trigger, Jr. è un film del 1950 diretto da William Witney.
È un musical western statunitense con Roy Rogers, Dale Evans e Pat Brady.

## Produzione
Il film, diretto da William Witney su una sceneggiatura di Gerald Geraghty, fu prodotto da Edward J. White per la Republic Pictures e girato a Lake Los Angeles in California dal novembre al dicembre del 1949.

## Colonna sonora
- May The Good Lord Take A Likin' To You - scritta da Peter Tinturin, cantata da Roy Rogers, Dale Evans e Riders of the Purple Sage
- Stampede - scritta da Darol Rice e Foy Willing, cantata da Roy Rogers e Riders of the Purple Sage
- The Big Rodeo - scritta da Foy Willing, cantata da Roy Rogers e Riders of the Purple Sage

## Distribuzione
Il film fu distribuito negli Stati Uniti dal 30 giugno 1950.
Altre distribuzioni:
- nelle Filippine il 30 settembre 1952
- in Brasile (Vida de Circo)

## Promozione
La tagline è: "All-Star Big Top Thrills... as you have never seen them before!".